# Zygmunt Anczok
Zygmunt Józef Anczok (Lubliniec, 14 de março de 1946) é um ex-futebolista profissional polaco que atuava como defensor.

## Carreira
Zygmunt Anczok fez parte do elenco da Seleção Polonesa de Futebol  medalhista de ouro em Munique 1972